# Al-Adalah Football Club
Maillots
Al-Adalah Football Club (arabe : نادي العدالة لكرة القدم) ou Justice FC, est un club de football saoudien basé à Al-Hulaylah, Al-Ahsa, qui joue dans le Championnat d'Arabie saoudite de deuxième division. Le club a été fondé en 1984.

## Histoire
Le club a joué la majeure partie de sa carrière dans les divisions inférieures et n'a obtenu une promotion en Premier League que trente-cinq ans après sa fondation, et c'était exactement l'année 2019.
Le club joue ses matchs à domicile au Stade prince Abdullah bin Jalawi à Al-Ahsa, partageant le stade avec trois autres clubs basés à Al-Ahsa, Al-Fateh, Hajer et Al-Jeel.